# Walter Dix
Walter Dix, född den 31 januari 1986, är en amerikansk friidrottare som tävlar i kortdistanslöpning.
Dix första internationella mästerskap var de Olympiska sommarspelen 2008 i Peking där han deltog på 100 meter och 200 meter. På 100 meter blev han USA:s hopp efter att Tyson Gay misslyckades med att ta sig till final. I finalen sprang Dix på tiden 9,91 vilket var nytt personligt rekord. Trots rekordet slutade han först på tredje plats. På 200 meter var han femma i mål, men fick bronsmedaljen efter att både tvåan Churandy Martina från Nederländska Antillerna och trean Wallace Spearmon från USA diskats för linjetramp.
Vid VM 2011 i Daegu kom Dix tvåa på 100 meter efter Yohan Blake sedan storfavoriten Usain Bolt diskats för tjuvstart. Dix var även i final på 200 meter och slutade även här tvåa denna gång bakom Bolt. 

## Personliga rekord
- 100 meter - 9,88 från 2010
- 200 meter - 19,53 från 2011